# Hecatera albicans
Hecatera albicans är en fjärilsart som beskrevs av Arnold Spuler 1905. Hecatera albicans ingår i släktet Hecatera och familjen nattflyn. Inga underarter finns listade i Catalogue of Life.